# 鐵路列車

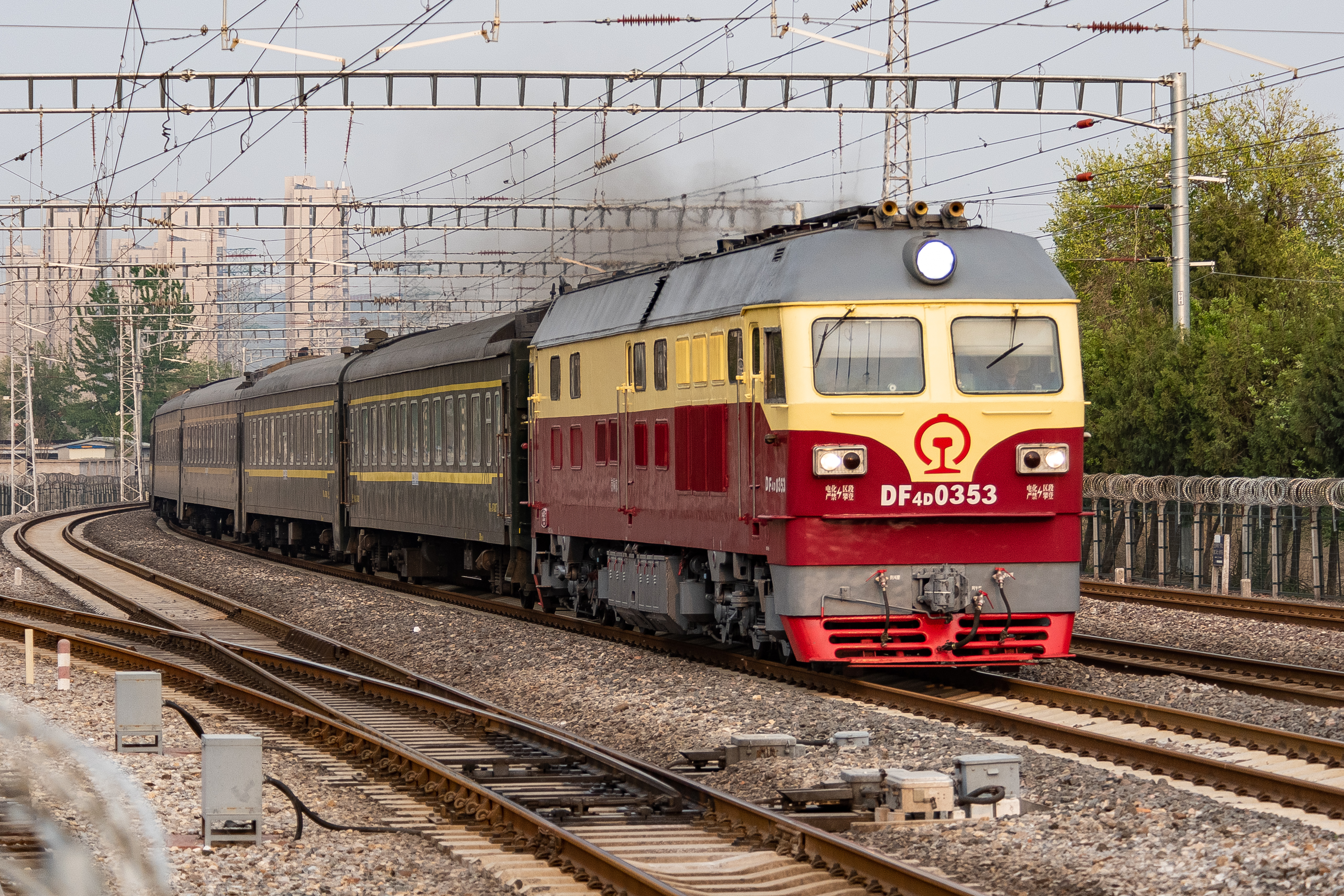
由柴油驅動的柴油機車

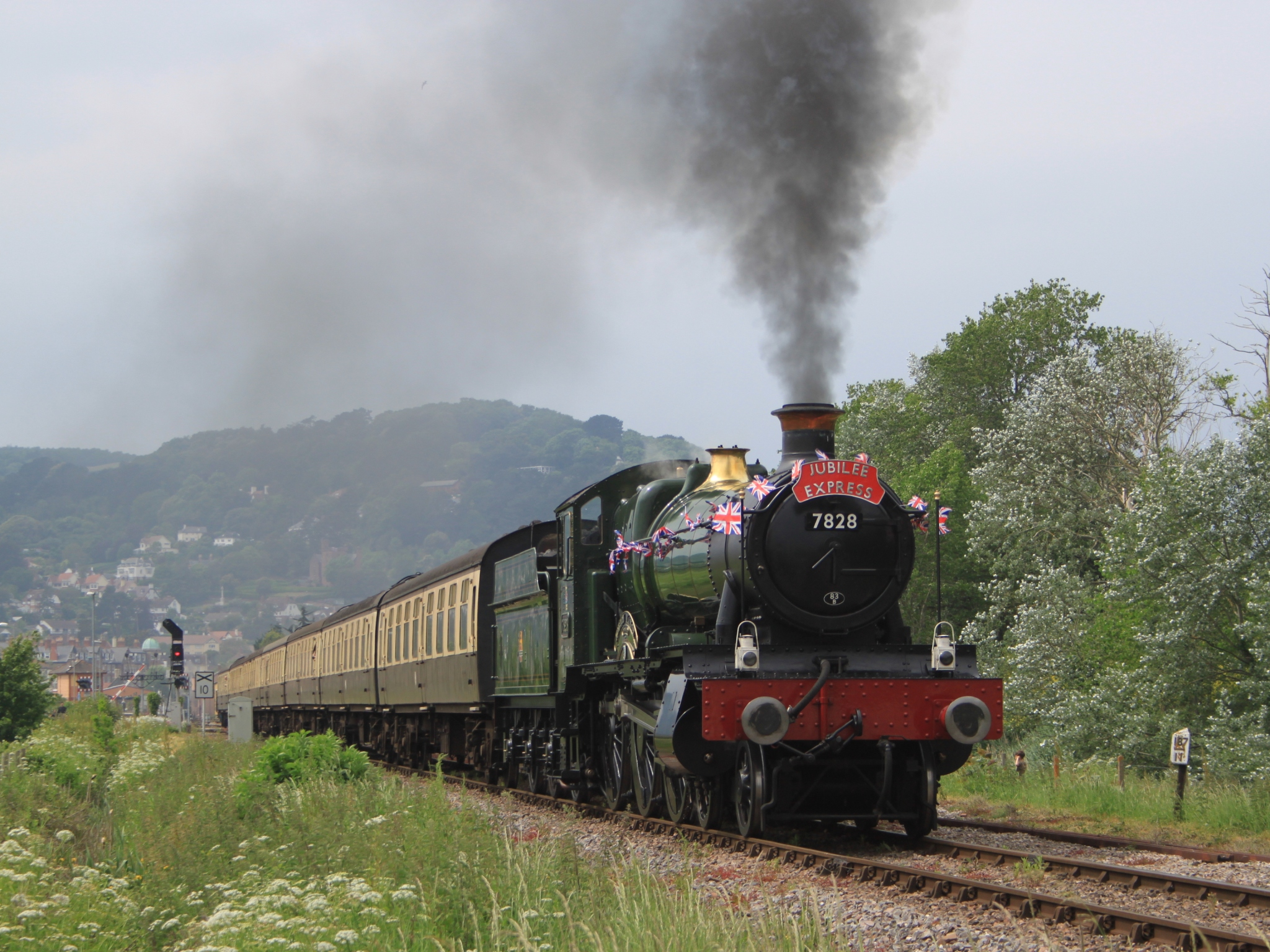
由煤驅動的蒸氣火車

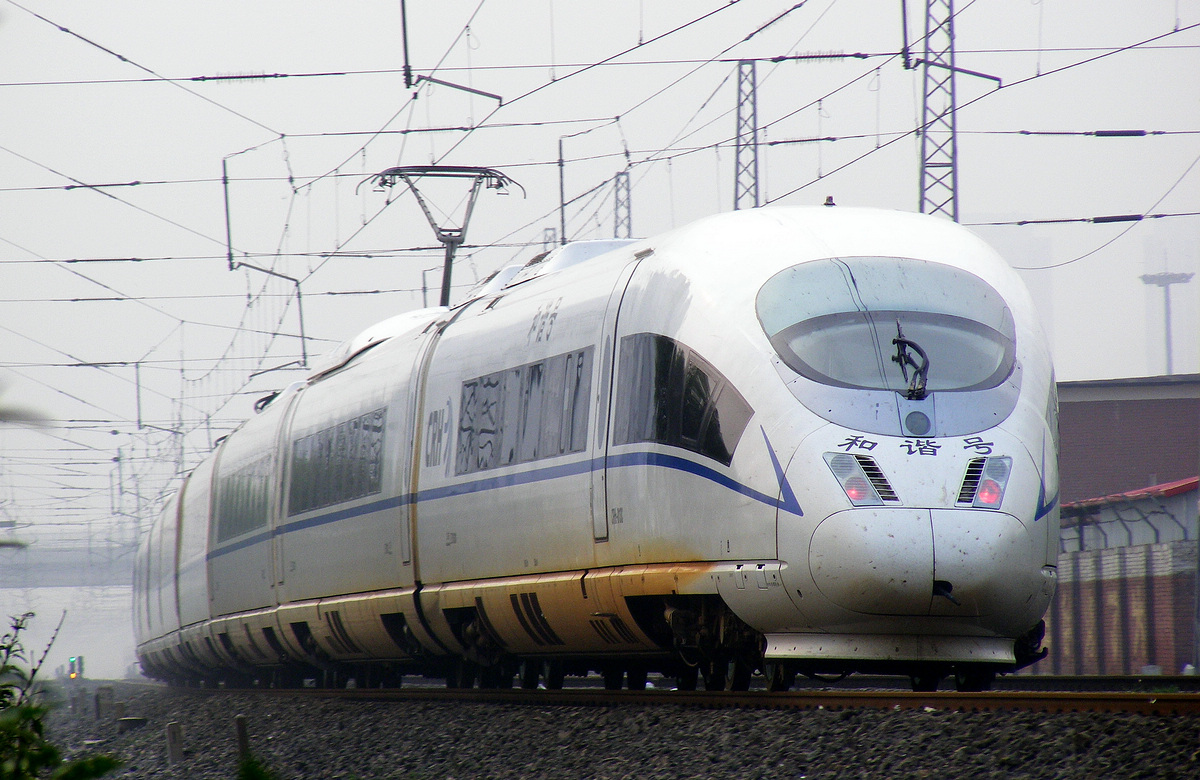
由電力驅動的雙軌列車

鐵路列車，俗稱火車、列車，是指在鐵路軌道上行駛的車輛，通常由多節車廂所組成，可以載運乘客或是貨物。
鐵路列車的動力來源可以來自個別的鐵路機車或是將動力分散到每個車廂的動力分散式列車。十九世紀早期的鐵路機車以蒸汽機車為主。隨著科技與經濟發展，二十世紀起逐漸被柴油機車及電力機車（電力由高架電纜或第三軌提供）取代。客車也開始採用動力分散式列車。其他的動力來源包括馬、纜線、重力、氣動、電池或是燃氣渦輪發動機。鐵路列車使用軌道一般會由二條、三條或是四條鐵軌組成，不過也有單軌鐵路及列車浮在軌道上運行的磁懸浮列車。火車一詞英文 train 的字根是來自古法語的trahiner，此詞是來自拉丁文的trahere，意思是「拉」。火車在中國文獻中的最早記載出自《海國圖志》，介紹蒸汽機是「火蒸水氣、舟車所動之機關」。亦是「火車」、「蒸汽機車」等詞匯之詞源。
鐵路列車包括一個或多個鐵路機車、加上載人或載貨的鐵路車輛，也有可能是每個車廂都有動力的動力分散式列車。有許多種針對不同用途設計的火車，除行駛於軌道上的傳統鐵路列車之外，還有大氣鐵路、單軌鐵路、高速鐵路、地下铁路、磁懸浮列車、膠輪路軌系統、纜索鐵路、齒軌鐵路等類型。
客車是指載運乘客的火車，一般長度較短，但速度較快。其中高速鐵路是以速度快及長距離著名，為了讓時速超過500 km/h（310 mph），近年來已在研究磁悬浮列車，到2015年時，中國的上海磁浮示範營運線和日本的東部丘陵線是已商業營運至今的兩條磁懸浮列車。
在英國等國家，有軌電車和火車的差異很明確，而且在法律中有明確規定。有些現代的有軌電車會用「輕軌運輸」這個名稱，不過輕軌運輸也可能是指介於有軌電車和火車之間的運輸方式，類似捷運。

## 歷史
1807年，英國威爾斯出現第一個鐵路列車。

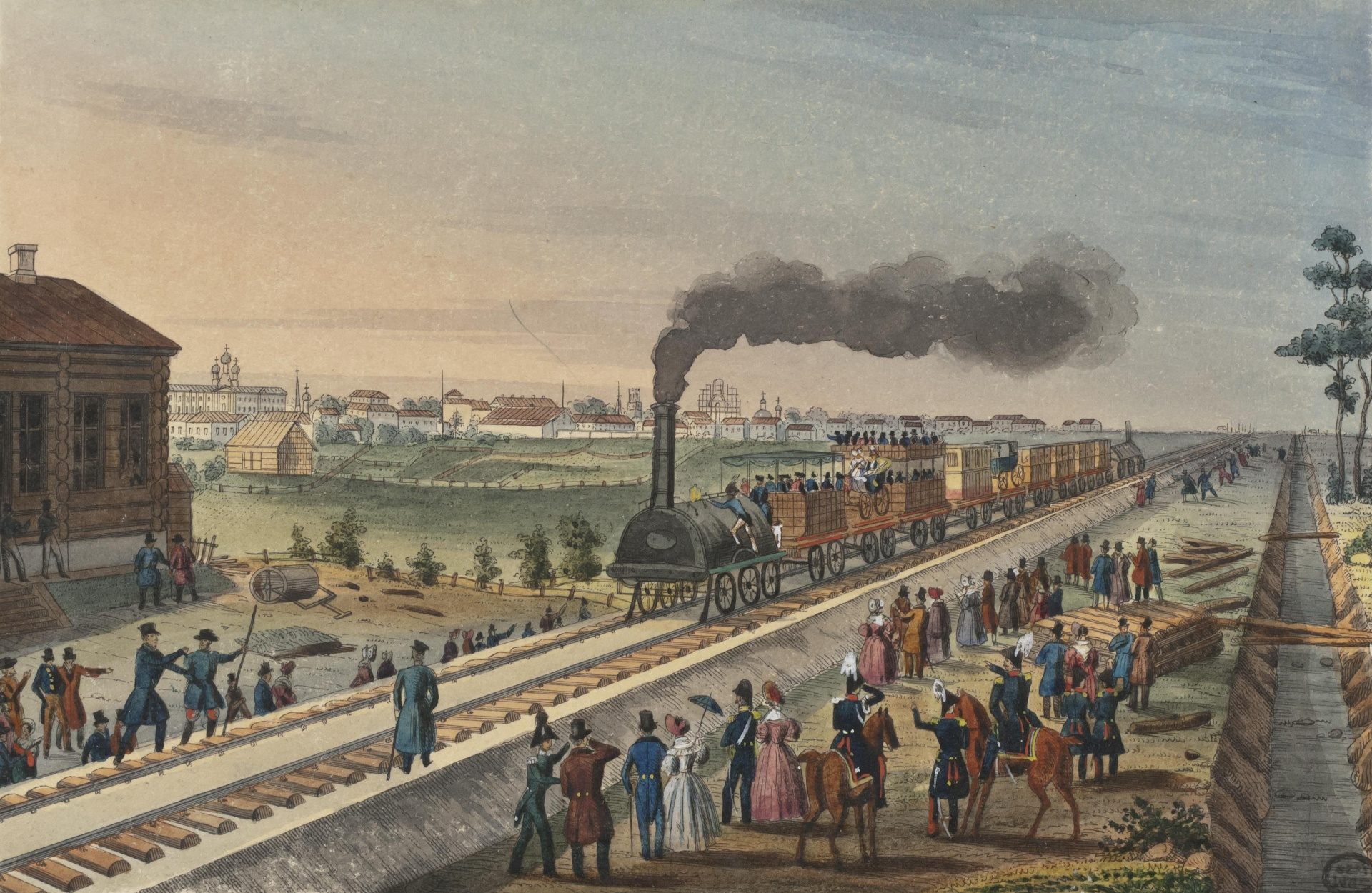
俄罗斯原始的铁路运输系统。

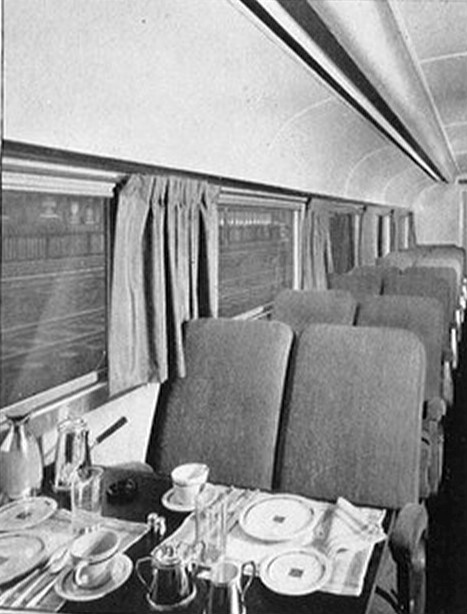
1930年代英國鐵路餐車。

1831年8月9日，德威特·克林頓·普爾德駕駛著火車行駛在紐約的奧爾巴尼客運鐵路線。1840年代，開始使用機械臂板號機。1857年，人們開始使用比鍛鐵鐵軌更堅固的鋼軌。1863年，英国伦敦建成第一條地下鐵路，也就是大都會鐵路。
1864年，喬治‧M‧普爾曼設計出一種新型的臥鋪車。1879年，世界最早的電力火車開始運行。
1931年，第一條從東到西橫越非洲大陸的本格拉－加丹加鐵路在南部非洲建成通車。

## 動力演進
最初的列車是由繩索、重力或馬匹所牽引。到了十九世紀，多數的列車都改由蒸汽機車牽引。二十世紀初，伴隨都市鐵路地下化的需求與柴油機專利保護到期，鐵路牽引車輛開始向電氣化與內燃化發展。二十世紀三十年代，動力分散式列車首次應用。隨著科技進步與發展，二十世紀五十年代始，高功率易維護的電力機車與内燃機車逐步取代蒸汽機車。至二十世紀七十年代，大部份國家幹線鐵路皆實現内燃化或電氣化。僅有部分線路因自然條件制約或經濟因素仍殘存部分蒸汽機車運營，例如中國最後營運的幹線蒸汽機車於2005年12月9日在內蒙古退役；尼尔吉里山区铁路亦是印度現存少有蒸汽機車運行的鐵路。部分國家會保留部分仍使用蒸汽機車的線路作爲歷史遺產，以休闲觀光爲主。鐵道迷通常是此類線路的常客。
電氣化鐵路的最初投資很大，但按每公里計算則是運作成本最低的。因此只有高流量的線路才適合電氣化，
電氣化列車可能使用高架電纜或第三軌供電。
使用燃料電池驅動的電力機車是機車動力發展的最新方向。燃料電池電力機車既具備電力機車清潔能源的優點，亦能避免在低流量線路投資電氣化的低回報。至2014年，燃料電池電力機車的初期成本仍非常高。
以動力的單位千瓦特（KW）除以能夠牽引的重量公噸（Ton）來計算動力機車頭的效能稱為牽引能力比，蒸汽機車效能最低，其次是柴油機車（電力傳動比液力傳動效益高），電力機車或是電聯車相對而言就經濟的多。因為不需消耗額外的動能來牽引產生動力的引擎。
牽引動能比由小排到大依序為：（客运飞機、機車、轎車、公交車與卡車、農用牽引機、拖曳卡車）蒸氣機車、柴油液力传動機車、柴油電力传动機車、電力機車、柴油动車组、高鐵、電力动車组（遠洋客輪、遠洋漁船、遠洋油輪）。
若考慮單位燃料或是單位動力的成本來營運軌道車輛，是以小編組來做區間運轉有最佳能量使用經濟效益，也就是4車一編組。每站都停的通勤電聯車最具效益。更具能量和時間效益的是不停站電車，乘客登車後均直接坐到目的站才停下來，可以一車一編組按需求調度去不同的目的地。

## 種類
按不同条件区分，火车可以有多个分类，主要的分類是載客列車及貨運列車，以下是一些其他的分類。

### 路轨
按路軌分類，列車可分為鐵軌、單軌、磁浮。亦有登山鐵路特別使用的齒軌鐵路、及由纜索拉動的索道，亦有使用自走的。
有些列車為自帶動力的動車組；有些則是由多過一個的機車牽引。在北美洲，貨車經常是由三、四個以至五個機車重聯牽引。另外也有把機車置於列車頭尾及中間位置牽引，如大秦鐵路。
也有列車是專門為軌道維修而設的。

### 區間列車

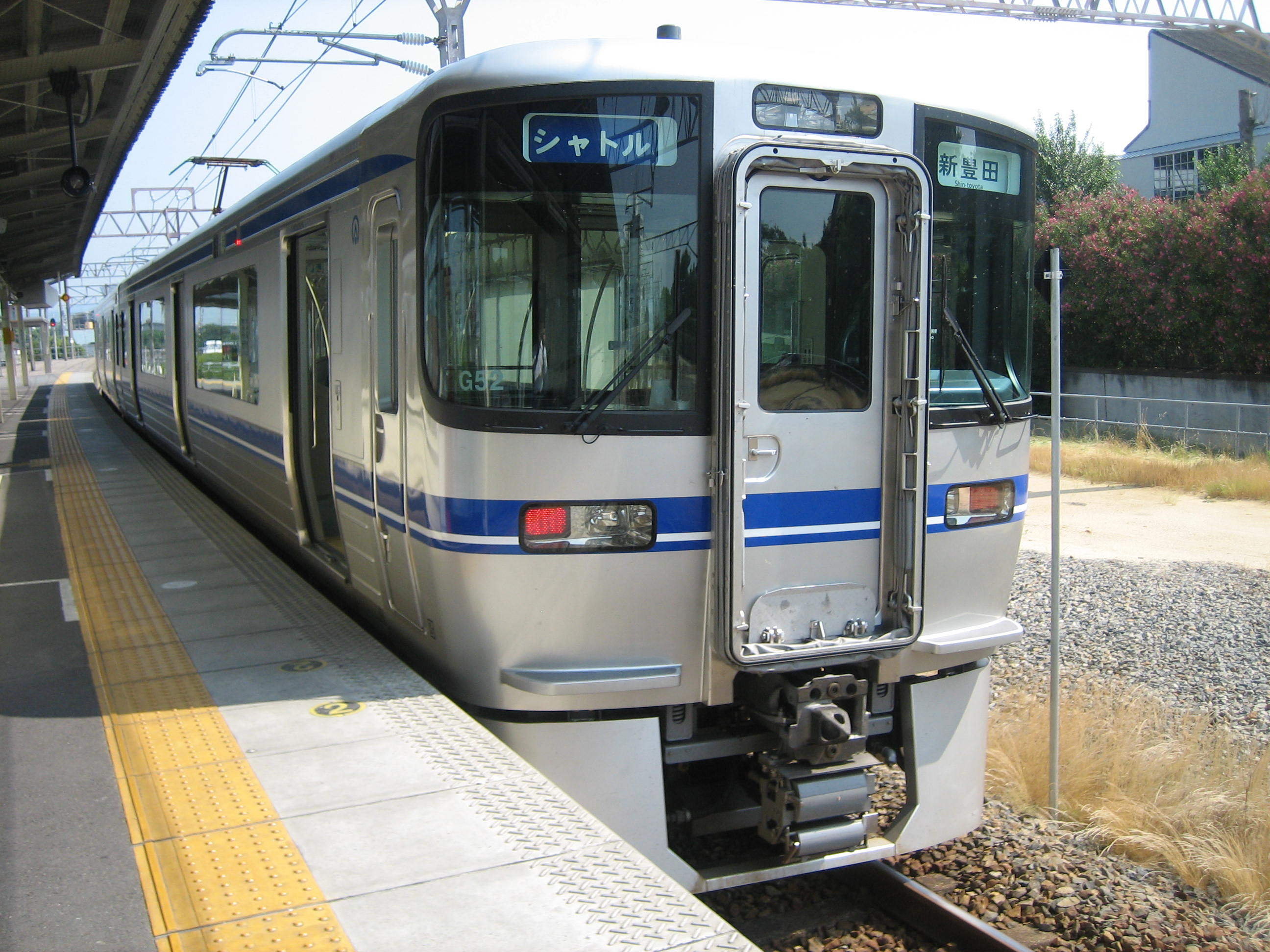
日本爱知环状铁道线的區間列車

區間列車指的是在只在兩點間來回的鐵路列車，一般提供的是頻繁的短程列車服務。但在臺灣，區間指的是區域通勤。  世界上很多國家的鐵路都有區間列車。

## 載客列車

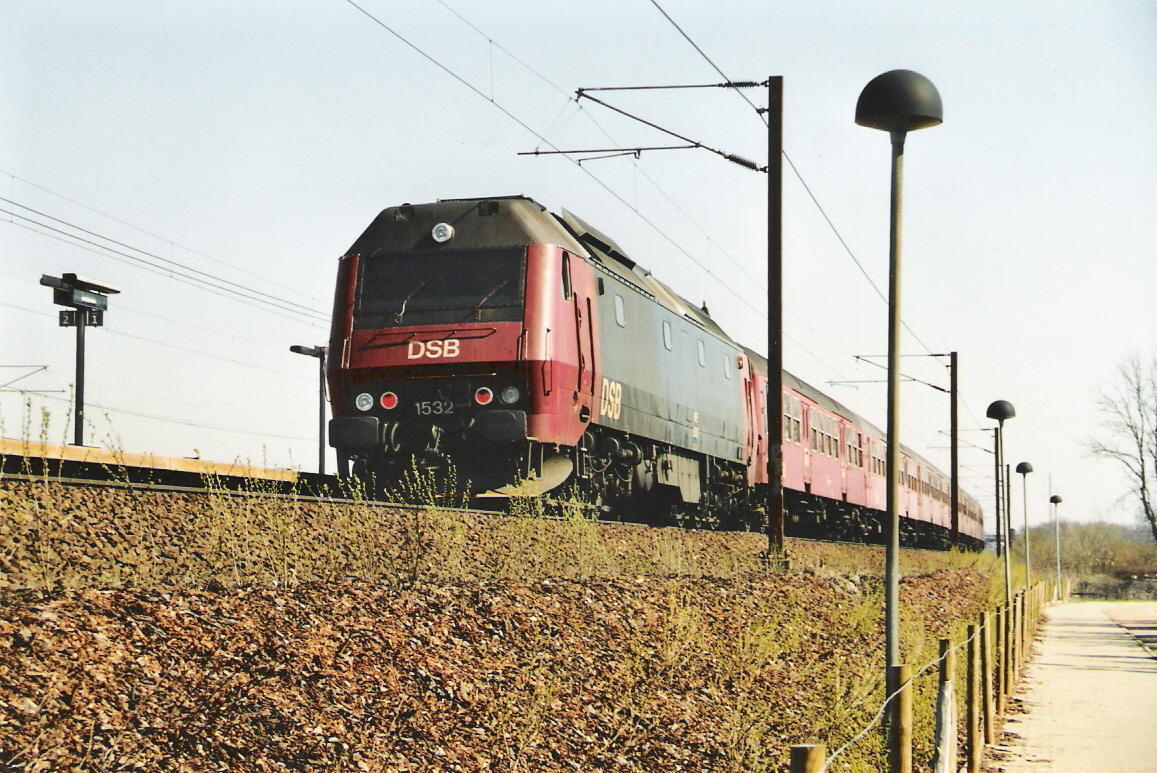
機車牽引的客車

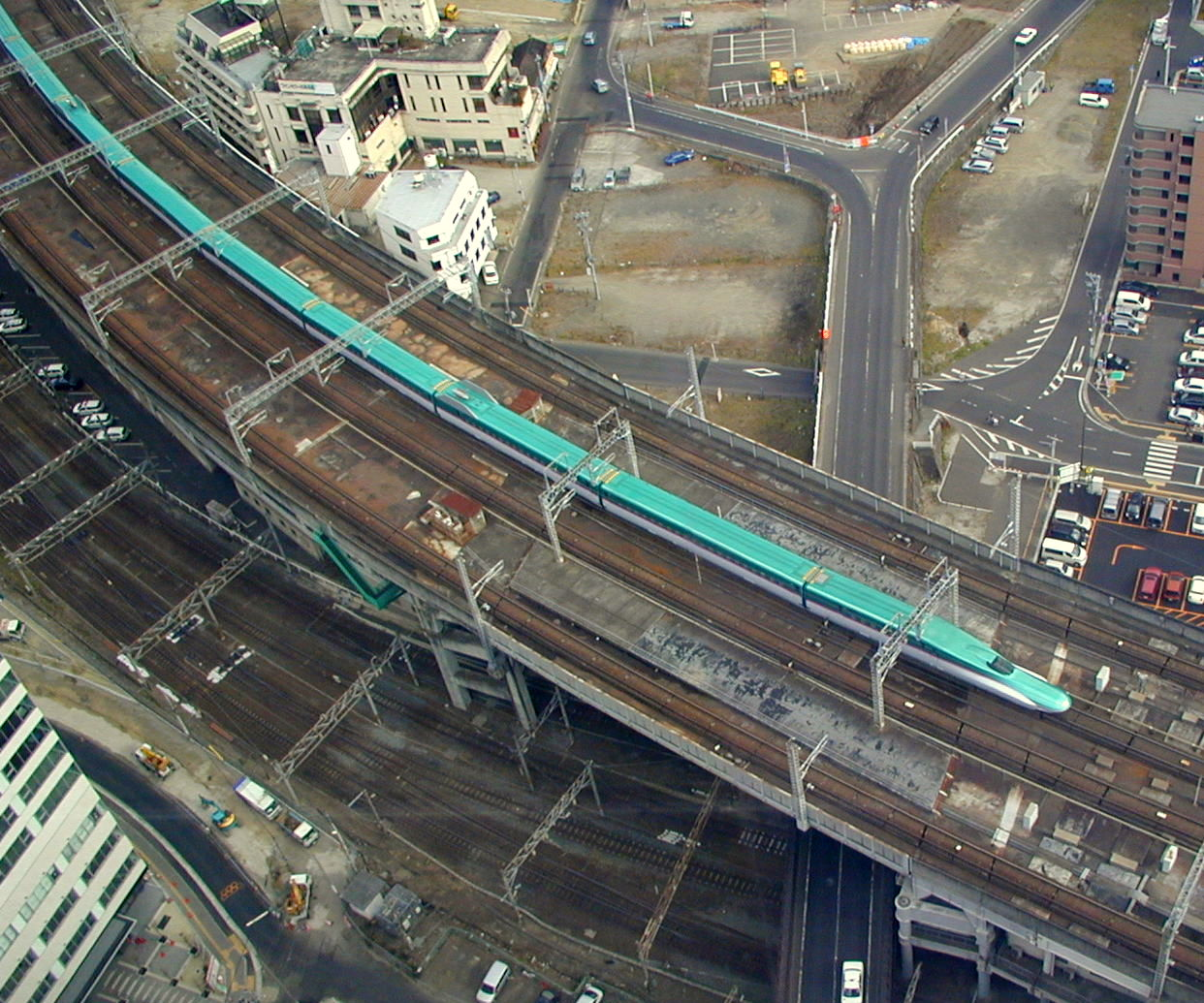
日本新幹線於仙台站的E5系。

載客的列車用客車廂，把乘客從車站運送列另一車站。車站間的距離可能不足一公里，亦有可能長達數百公里。載客列車可以是本身有動力的動力分散式列車，也可以是鐵路機車配合無動力的鐵路客車。乘客會在火車站上下車，一般而言載客列車有固定的公共交通时刻表，货物列车需要禮讓載客列車先行。
載客列車會有列車長監督列車的正常運行，列車長也會和其他列車的工作人員合作，例如服务员或是搬运工。在北美火車客運的鼎盛时期，列車上會有兩個列車長，其中一個負責卧铺车的人員。

### 高鐵
高鐵是一種營運速度比普通鐵路高的鐵路運輸系統。目前，世界上主要運行的高速鐵路的最高營運時速大约都設定在250至350公里，少部分系統設定的營運時速較低（每小時200至250公里），例如美國Acela特快、瑞典SJ2000列車、中國和諧號CRH1。
第一個正式營運的高速鐵路是日本的新幹線，在於1964年10月1日東京奧運前夕開始通車營運。
若是距離不超過500至600 km（311至373 mi），多數高速鐵路在時間及價格上都比飛機划算，因為機場的登機手續大約耗時二個小時。若考慮飛機起飛時的耗油，列車單位距離的營運成本也比較航空要低。在移動距離更長的情況下，起飛耗油與高空飛行使佔總成本的比例降低，加上節省的時間成本，空運會較有競爭力。

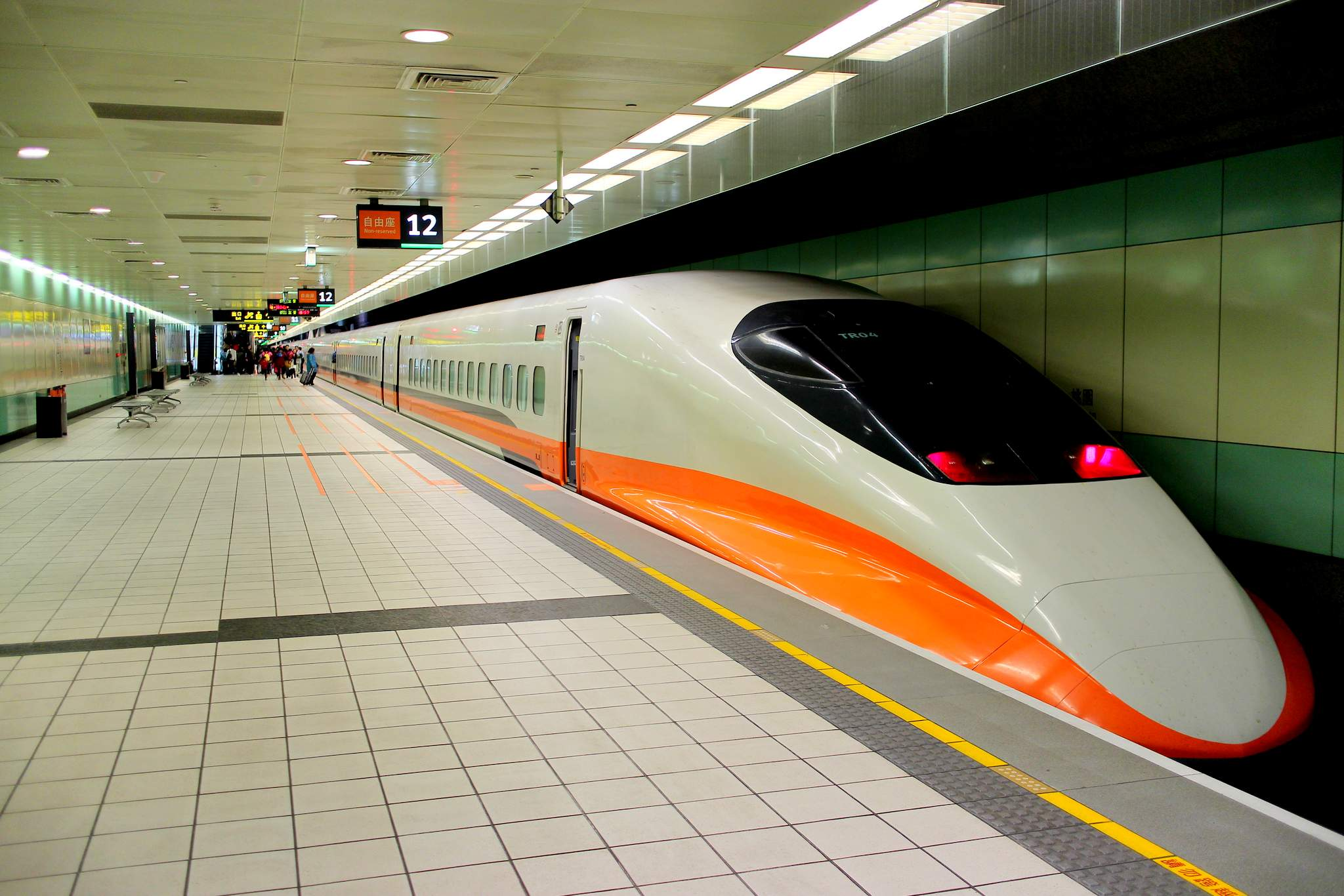
台灣高鐵700T

部份高速列車的車身可以擺動，稱為傾斜式列車，以便在轉彎時無需降低車速。例如潘多利諾電聯車及新幹線N700系電聯車等。
通常高速鐵路的列車編組不設卧車，不過仍有少數提供臥車服務的案例。例如中國鐵路由北京市至福州市間的D301/302次。
高速鐵路列車的車體大量採用各種複合材料。依照不同複合材料的特性製作各種組件，目的是能夠減輕車廂重量、降低噪音、震動，並高安全性、舒適性，增加列車的壽命並降低維修成本。在轨道佳通内部设施与装饰材料方面，常采用複合材料、夹层结构材料、PET泡沫夹层结构、巴沙轻木等，而作为车辆的承重结构，车体如今也已开始采用诸如碳纤维（CF）、玻璃纤维（fiberglass）、环氧树脂（Epoxy resin）和酚醛树脂（PF）等复合材料，而用蜂窝、夹层泡沫结构也比传统的铝结构质量减轻了30%。这都为高速列车的性能提升奠定了基础。

### 磁浮列車

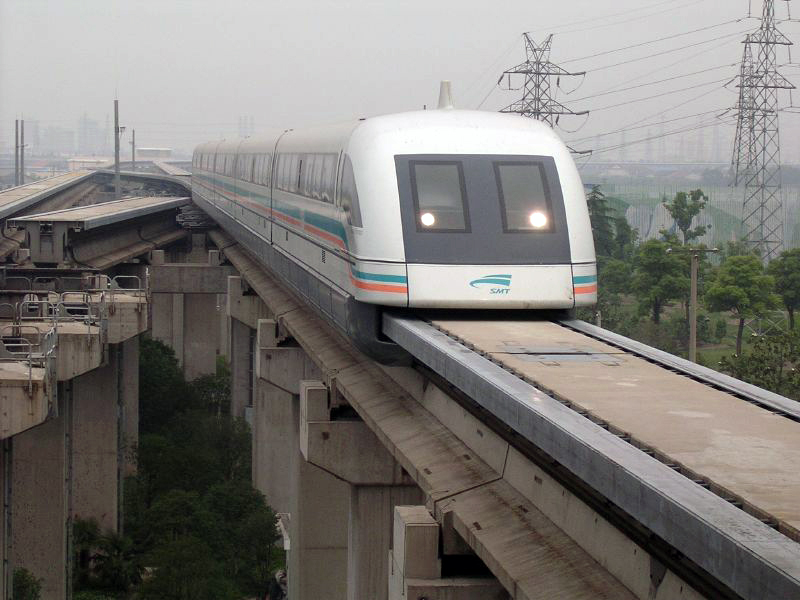
中国大陆的上海磁浮示范运营线

磁浮鐵路是鐵路列車中較先進的新發明，是為了讓時速超過500 km/h（310 mph）而開始的研究。世界上首條商業營運的磁浮列車線路是英國伯明罕磁浮。到2014年時，中國的上海磁浮示範營運線和日本的東部丘陵線是仍在商業營運的兩條磁懸浮列車，上海磁浮示範營運線的速度最快，約有430 km/h（270 mph）。

### 長程列车
長程列车會經過數個城市，或一國家的幾個區域，有時甚至會經過數個國家，一般會附帶餐車方便乘客在路途中用餐，若是過夜的車次也會有卧車。若距離超過八百公里（五百英哩）以上的旅程多半會選擇搭飛機，但長程列车也是一個受歡迎的選擇，而且也可能是少數較便宜的選擇。

### 城际列车

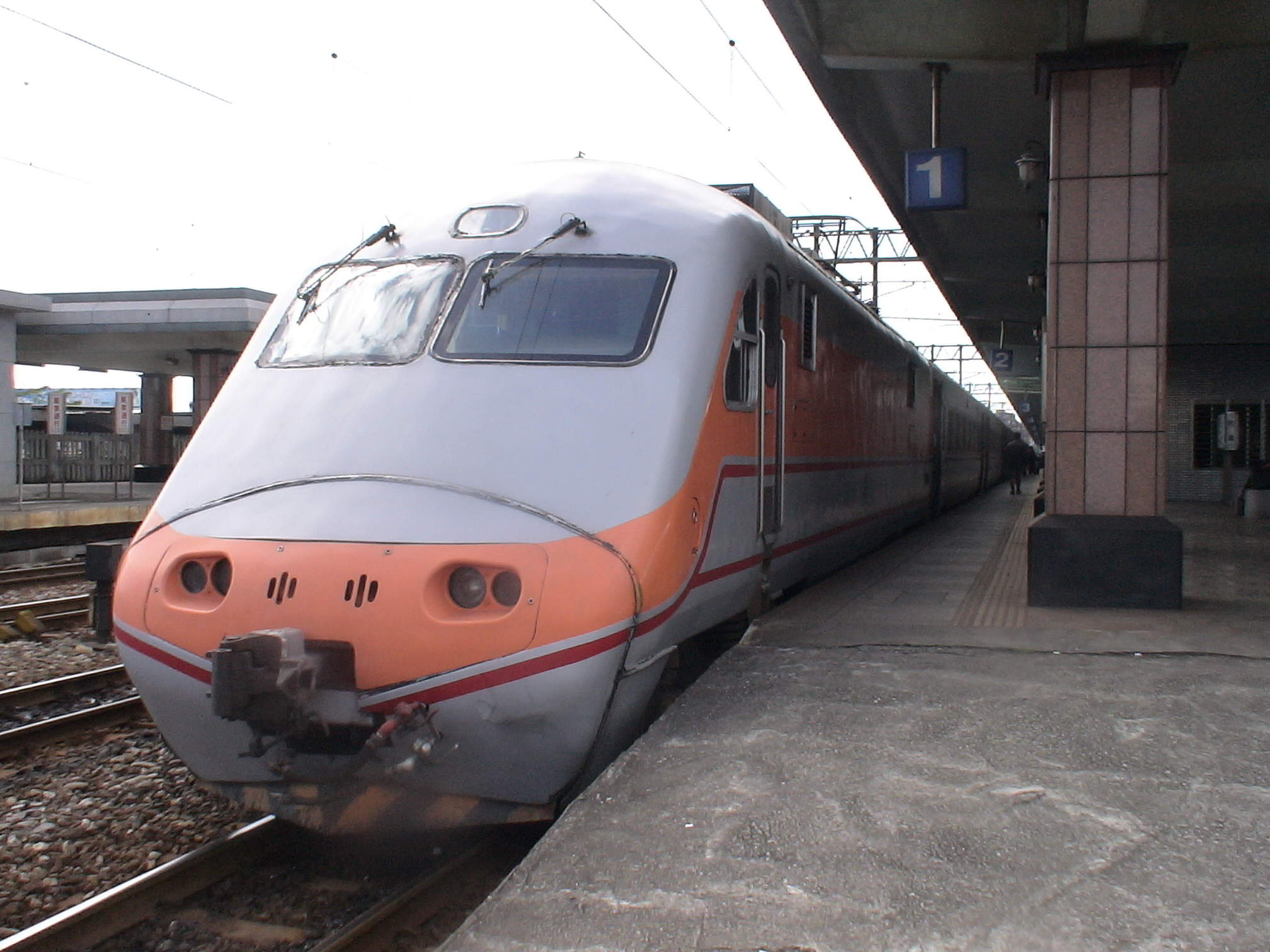
台灣城際列車-推拉式自強號

城际列车是連結城市間的鐵路運輸服務。可以提供旅客商務旅行、觀光等多方面的服務。
城際列車和及其他軌道運輸最大的不同點在於：
- 運輸距離較長（距離通常會超過200公里）
- 停靠站數較少
- 營運速度較快
- 列車內裝較豪華，跨夜行駛的列車甚至會連結臥舖車

### 短程列车
城市之間不停沿途小站的市際列車稱為快車或特快。各小站都停的稱為普通車或區間車。

### 市區內列车
有些大城市有短距離的通勤列車往來市郊住宅區及市中心。這些通勤列車經常亦是城市軌道交通系統的一部分。很多的通勤車都是以站立為主，座位較少。有些地區會用雙層客車來增加載客。而高速列車及卧車亦有是雙層的。
城市軌道交通系有時被稱作地下鐵路，但它們在市中心以外可能會在路面或架空路軌上行走。這類列車的加速及減速一般都比長途車快，通常亦有更多的車門以供乘客上落。
路面電車或輕便鐵路一般最多只會有兩個車廂一同行走。路面電車通常會與其他車在同一條馬路上行駛。輕便鐵路是對很多現代化路面電車的稱謂，因為它們介乎路面電車及重鐵（即一般鐵路列車）之間。路面電車跟輕便鐵路其實沒有很明確的分野，很多時分類都是約定俗成。
單軌鐵路是鐵路列車中較先進的新發明，不過應用仍然很少。
地下鐵路、輕便鐵路、通勤列車有時會被統稱為快速運輸系統。

## 貨運列車
貨運列車拖動的是貨車載貨車廂。

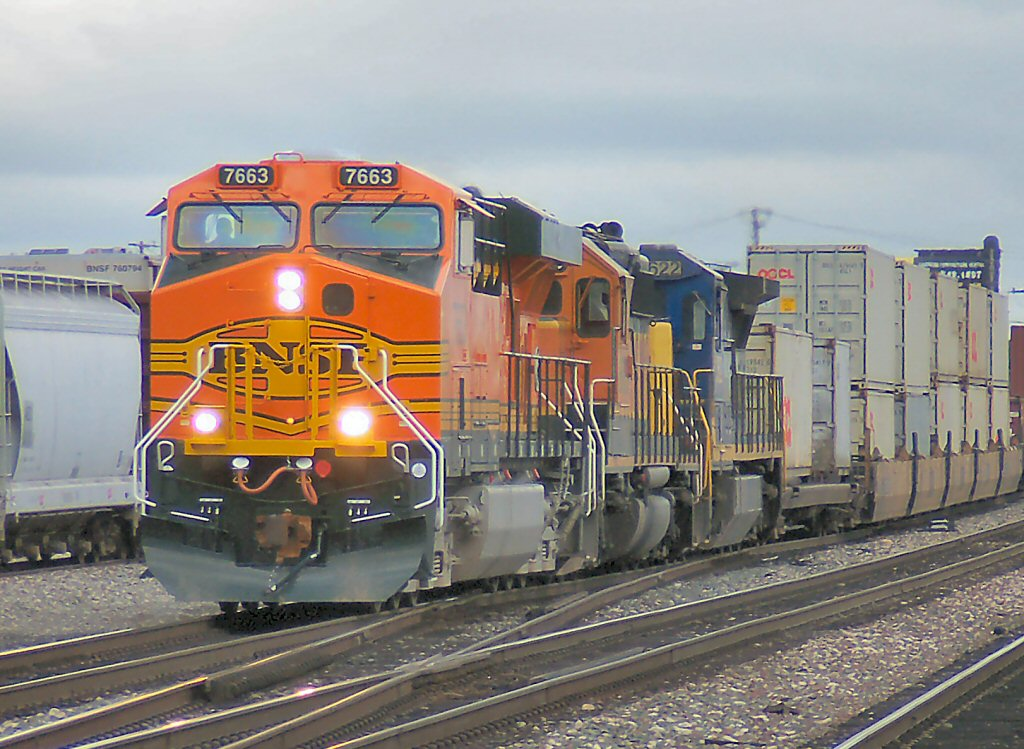
貨運列車

世上鐵路運輸使用得最多的是鐵路貨運。美国的鐵路主要是用作貨運。
在合適的情況下，鐵路貨運比道路貨運便宜很多，亦更節省能源。鐵路貨運最適合用來長途運載大量的貨物。但對於短途或小量的貨物則較為不適合。鐵路貨運的最大缺點是缺乏彈性。在不少國家鐵路貨運正漸被以道路貨運取代。但亦有很多政府因為環境的考慮，而設法鼓勵使用鐵路。
鐵路使用的載貨車廂有多種，現代最常見的是貨櫃車。它們可以由起重機吊起，從車廂運到船或貨車上。
有些國家的貨櫃車廂採用附帶方式，又稱為「背載式運輸」，貨櫃車可以把貨櫃連拖架駛上列車車廂上。到達目的地後直接由貨櫃車頭把貨櫃開走。英国、法国之間的英法海峽隧道鐵路線便是採用這種設計。
其他的貨車車廂包括有：運送車輛的平車、散裝貨物的敞車、冷凍食物的冷藏車、運送豬或牛等動物的棚車、運送煤炭壙物穀類的漏斗車、運送汽油等液體的罐車及運送闊大貨物的大物車等等。

## 雙層列車
雙層列車（北美英語：The bilevel car；英國英語：Double-decker train）是一種有兩層乘客艙的列車，法國開發了雙層高速列車。雙層高速列車可載客545人，比普通高速列車提高載客量45%。

## 轉向架

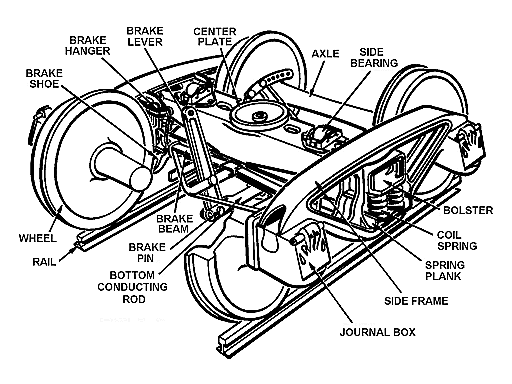
美規的鐵路轉向架及軸箱

在機械術語中，轉向架（bogie，/ˈboʊɡi/ BOH-ghee)）是一個連接在車廂上，有輪子的底盘或框架。轉向架可以在車子下方固定的位置，像貨運卡車一様，也可以用連接式設計，轉向架在兩個車廂之間，或像履帶車輛一様放在懸吊系統。一般一個車廂或鐵路機車會有兩個轉向架，一頭一個。另一個作法會將轉向架放在兩個車廂之間。大部份的轉向架有兩個輪軸，這也是最簡單的設計，不過有些設計乘載重載的轉向架最多會到五個輪軸。重載的車廂可能會有兩個以上的轉向架，利用跨度垫（span bolster）平衡負載，並連接轉向架和車廂。通常列車的車廂地板會比轉向架高，不過車廂的地板也可以比轉向架低，例如雙層列車，在符合高度限制的條件下增加車內的空間，或是一些沒有階段的低地板火車。

## 相關
- 鐵路事故列表
- 混合動力鐵路車輛
- 單軌鐵路
- 鐵路運輸
- 裝甲列車
- 重力火車
- 鐵道模型
- 動車組
- 动拖比